# Jon Oliva's Pain
Jon Oliva's Pain (también conocido como JOP) es una banda de heavy metal liderada por Jon Oliva, músico fundador de Savatage. Originalmente, el proyecto consistía enteramente de grabaciones solistas de Oliva, pero luego de algunos meses de trabajo, el músico decidió formar una banda como tal, con los miembros de la agrupación Circle II Circle.
Han grabado hasta la fecha cuatro discos de estudio.

## Músicos
Actuales
- Jon Oliva — voz, teclados, guitarra (2003–presente)
- Bill Hudson — guitarra (2014–presente)
- Joe Diaz — guitarra (2012–presente)
- Jason Jennings — bajo(2003, 2012–presente)
- Christopher Kinder — batería (2003–presente)

Originales
- Matt LaPorte — guitarra (2003–2011)
- Shane French — guitarra (2005–2007)
- Tom McDyne — guitarra (2007–2012)
- Jerry Outlaw — guitarra (2004–2005, 2010–2011, 2012–2014)
- Kevin Rothney — bajo (2003–2012)
- John Zahner — teclados (2004–2009)

## Discografía

### Estudio
| Año                                                 | Detalles                                     | Listas   |
| Año                                                 | Detalles                                     | Alemania |
| --------------------------------------------------- | -------------------------------------------- | -------- |
| 2004                                                | 'Tage Mahal - Formatos: CD, descarga         | —        |
| 2006                                                | Maniacal Renderings - Formatos: CD, descarga | 86       |
| 2008                                                | Global Warning - Formatos: CD, descarga      | —        |
| 2010                                                | Festival - Formatos: CD, LP, descarga        | 87       |
| "—" No alcanzó a figurar en las listas en ese país. |                                              |          |